# Argentina (locomotora)
La Argentina, llamada también Presidente Perón, fue una locomotora a vapor de tipo 4-8-0 de cuatro cilindros de doble expansión diseñada por el argentino Livio Dante Porta en 1949. La máquina gracias a al innovador diseño de su carenado aerodinámico tenía una alta eficiencia, alcanzando los 2500 HP, obtuvo récords de relación peso/potencia y eficiencia, algunos de los cuales permanecían vigentes 60 años después.

## Historia
La locomotora Argentina no era una máquina construida totalmente de cero, sino que era una reconstrucción de una locomotora de vía métrica, ex FC Central Córdoba clase B22 4-6-2 N° 2011. Los componentes principales como la caldera eran nuevos. Se incorporaron mejoras estructurales y termodinámicas en la locomotora reconstruida junto con una apariencia externa aerodinámica inspirada en locomotoras construidas en Estados Unidos, Reino Unido y Francia. Este fue el primer proyecto de locomotora llevado a cabo por el mundialmente famoso ingeniero de locomotoras argentino Livio Dante Porta, que tenía solo 27 años cuando la locomotora funcionó por primera vez. Durante su vida (1922-2003) Porta fue responsable de muchas mejoras sustanciales en el rendimiento de muchas locomotoras de vapor que operan en todo el mundo. La máquina Argentina sigue siendo una de las locomotoras a vapor más eficientes de todos los tiempos. El financiamiento provino del Banco Nacional de Desarrollo, previamente Porta se había reunido con el presidente Juan Domingo Peron para conseguir financiamiento. Para llevar a cabo la reconstrucción de la máquina N° 2011 fue transferido a los talleres en Puerto de Rosario, provincia de Santa Fe, en 1948. Además de Porta, los otros ingenieros involucrados en el trabajo de reconstrucción fueron Gino Margutti, Adolfo P. Allegri, Raymundo Falardo y Miguel Egulazu.

## Construcción
Muchos de los principales componentes de la máquina original fueron reemplazados totalmente. Lo original de la N 2011 terminó siendo nada más que los juegos de ruedas, las secciones de los marcos y la carbonera. La reconstrucción transformó a la locomotora en una máquina compuesta de 4 cilindros con una nueva disposición de ruedas clase 4-8-0 con un bogie de doble eje. La locomotora se arregló con los dos cilindros de alta presión, 360 mm de diámetro por 660 mm de carrera, entre los bastidores y dos cilindros de baja presión, 580 mm de diámetro por 560 mm de carrera, fuera del marco. La carga máxima por eje fue de 13,5 toneladas, lo que da un peso adhesivo de 54 toneladas. El peso total en funcionamiento, excluyendo la carbonera, ascendió a 68 toneladas. El eje de manivela totalmente equilibrado y construido tenía ajustes de manivela de 135°. Las ruedas motrices tenían un diámetro de 1270 mm. A pesar del pequeño diámetro de las ruedas acopladas, la velocidad de diseño fue de 120 km/h. Las ruedas motrices se modificaron con un cono más empinado y pestañas relativamente delgadas (como ahora se emplea en vehículos con dirección automática). El tercer juego de ruedas motrices no tenía pestaña. El hecho de que la banda de rodadura hiciera la mayor parte de la dirección de la locomotora es considerada una de las razones de por qué anduvo. Las malas condiciones de las vías de prueba impidieron alcanzar la velocidad de diseño. El máximo registrado en servicio es 105 km/h. El área de la sección transversal de los puertos de vapor se aumentó a 25% de la superficie del pistón para reducir la caída de presión, y reducir así el desperdicio de energía a un mínimo y para mejorar la libertad de flujo de vapor. Todos los conductos de vapor se ampliaron considerablemente; se hicieron más grandes de lo recomendado por el ingeniero de locomotoras francés André Chapelon, que había inspirado tanto a Porta.
Su rendimiento fue mayor a lo esperado para una locomotora relativamente pequeña y diseñada para una velocidad máxima de 120 km/h, podía arrastras trenes de carga de 1200 toneladas a 105 km/h.
Los costos de construcción fueron más bajos que para cualquier locomotora de potencia equivalente a pesar de que Argentina es experimental. Esto se puede atribuir a la amplia utilización de acero dulce soldado en muchas áreas, tales como los pistones, cilindros, carcasa aerodinámica, extensión tanque en la parte superior de la oferta y cajas de grasa originales. Extrañamente para una locomotora a vapor, Argentina estaba pintada de celeste y blanco (mayormente de blanco), raro en una máquina así.

### Caldera
La nueva caldera era de construcción soldada con la excepción de la costura principal del barril que estaba remachada. No se requirió brida para esta caldera totalmente hecha a mano, ahorrando así considerables sumas en la construcción. En la cámara de combustión, cinco circuladores de seguridad en 'T' estaban equipados con el largo arco de ladrillo que se encontraba en la parte superior de los cuatro circuladores más frontales. La presión de la caldera era de 19,6 bar con un sobrecalentador considerable que suministraba vapor a 450 °C. Entre los cilindros de alta y baja presión, siguiendo las líneas del experimental 2-12-0 160A1 de Chapelon, se empleó el recalentamiento para garantizar que la temperatura del vapor del receptor pudiera alcanzar los 317 °C.
La caja de fuego se encontraba sobre los bastidores y estaba equipada con una rejilla completamente oscilante. Fue arreglado para dar un lecho de fuego profundo y una gran proporción de aire de combustión fue admitido sobre el fuego. Abajo, a cada lado de la cámara de combustión, se instalaron seis orificios de aire secundarios (sobre fuego) con dos más arriba en cada lado y ocho en varios niveles en la parte posterior. Por lo tanto, "Argentina" se convirtió en la primera locomotora en tener un Sistema básico de combustión de productores de gas (GPCS). En la caja de humo, el sistema de escape era un Kylchap que proporcionaba una buena corriente de aire. Mientras que muchos trenes seguían funcionando sin frenos continuos, Porta se aseguró de que la locomotora estuviera lista para el futuro al instalar frenos de aire en la locomotora. Al igual que con todos los otros componentes de la locomotora, inicialmente la bomba estaba oculta detrás de la cubierta sobre las ruedas.
Los costos de construcción fueron más bajos que para cualquier locomotora de potencia equivalente a pesar de que "Argentina" era experimental. Esto se debe en gran medida al uso de acero dulce soldada en muchas áreas, como los pistones, cilindros, carcasa aerodinámica, extensión del tanque del tender y cajas de eje.

## Servicio
Una vez que se completaron las pruebas, la exhibición y el trabajo relacionado, 'Argentina' se usó exclusivamente para trenes de carga en el FCGB. Esto continuó hasta principios de la década de 1960 y vio a la locomotora operando principalmente en los ramales de Mira Pampa y Olavarría al suroeste de Buenos Aires. Cuando estos se cerraron, el servicio de Argentina se acabó. Alrededor de 1961, después de recorrer aproximadamente 70.000 km, la locomotora se retiró del servicio activo y se dejó en un depósito de La Plata, donde permaneció hasta mediados de la década de 1970. No se sabe exactamente cuando, pero en algún momento se movió a la provincia de Tucumán.

## Intento de recuperación
En 2000 el ingeniero Livio Dante Porta decidió devolver la locomotora a Buenos Aires con la intención de restaurarla para ponerla en servicio, incluso planeaba incluir algunas modificaciones. Un grupo de ingenieros mecánicos e informáticos liderados por el británico Martyn Bane intentaron recaudar cerca de diez mil libras para mover la máquina a un sitio más seguro en Buenos Aires. Para obtener fondos se vendió un video en VHS con imágenes de la locomotora en acción. Pero poco después de que esta iniciativa empezara a tomar forma ocurrió la crisis de 2001 en Argentina, lo que dinamito toda posibilidad de rescatar la máquina.
Un grupo de entusiastas visitó la locomotora Argentina que se encontraba en un depósito en Mate de Luna, provincia de Tucumán el 14 de octubre de 2004. Diversos factores hicieron imposibles su recuperación, entre ellas el lugar complicado en el que se encontraba la máquina, la situación económica del país. Con el transcurso de los años varias partes de la máquina han sido robadas para venderse como chatarra, por lo que el estado de la locomotora hoy en día hace que sea imposible su restauración.